# Bolazec
Bolazec é uma comuna francesa na região administrativa da Bretanha, no departamento Finisterra. Estende-se por uma área de 17,36 km². Em 2010 a comuna tinha 198 habitantes (densidade: 11,4 hab./km²).